# Židovský hřbitov v Terešově
Židovský hřbitov v Terešově je situován asi 2 km jihozápadně od Terešova při silnici odbočující jižně od vsi na Bílou Skálu, a to vlevo po přejezdu Terešovského potoka.
Byl založen asi na přelomu 17. a 18. století, nicméně některé prameny uvádějí již rok 1623. Z téhož roku pocházejí Knihy Haskary, jež jsou knihami židovského dobročinného spolku Pohřební bratrstvo v Terešově, dnes uložené v Židovském muzeu v Praze. Hřbitov údajně vznikl v místech, kde byli kolem roku 1520 pohřbeni Židé prchající před morem, když nebyli kvůli obavám z nákazy vpuštěni do vsi. Poté bylo založeno i pohřební bratrstvo a vznikla tak první židovská náboženská obec v okrese Rokycany.
Na konci 60. let 18. století došlo k rozšíření areálu, který byl rovněž ohrazen kamennou zdí, a v první čtvrtině století devatenáctého byl postaven hrobnický domek, jenž byl už zbořen. Na hřbitově se vstupem od severu se dochovalo kolem 300 náhrobků, z nichž nejstarší se datují 1725 a 1729. Místní synagoga byla stržena po roce 1960, dochoval se zbytek židovské ulice.